# Longilaimus filicaudatus
Longilaimus filicaudatus är en rundmaskart som beskrevs av Allgen 1958. Longilaimus filicaudatus ingår i släktet Longilaimus och familjen Monhysteridae. Inga underarter finns listade i Catalogue of Life.